# Al-Ḥurriyya
Al-Ḥurriyya (in arabo الحرية‎? "Libertà") è uno dei quotidiani nazionali siriani, fondato nel 1975, con una linea editoriale orientata alla politica.
Fondato come Tishrīn (in arabo تِشْرِين‎? in riferimento all'omonima guerra), nel gennaio 2025 fu rinominato in Al-Ḥurriyya dal governo siriano di transizione.